# Rio Artan
O Rio Artan é um rio da Romênia afluente do rio Crişul Alb, localizado no distrito de Hunedoara.